# Fontana del Campari
La Fontana del Campari (chiamata anche "le tre fontane", in dialetto locale i tre funtan) è una fontana situata a Brunate (provincia di Como), parte di una serie di circa trenta fontane progettate da Giuseppe Gronchi, scultore di Firenze, per pubblicizzare l'azienda Davide Campari & C.

## Storia e descrizione
La fontana di Brunate, di stile déco, è una delle tre rimaste in Italia, mentre le altre due sono situate a Le Piastre (provincia di Pistoia) e Chiusi della Verna (in provincia di Arezzo). 
Il corpo principale della fontana presenta un bassorilievo con elementi grotteschi dai quali sgorgano tre fontane. Ai lati due colonne scanalate, originariamente sormontate da un blocco orizzontale di travertino sul quale si sarebbero trovate due teste scolpite, di Mussolini e di Vittorio Emanuele II eliminate dopo la guerra; non vi sono tuttavia prove di altri ritratti, poiché le analoghe fontane presenti in Toscana sono sormontate da teste generiche, una femminile (vagamente michelangiolesca, ricorda l'Aurora) e una maschile (che ricorda per certi versi l'autoritratto di Ivan Meštrović).
La sorgente dalla quale attinge la fontana era in precedenza utilizzata per fornire acqua agli edifici nel centro del paese tra i quali il Grand Hotel Brunate. 

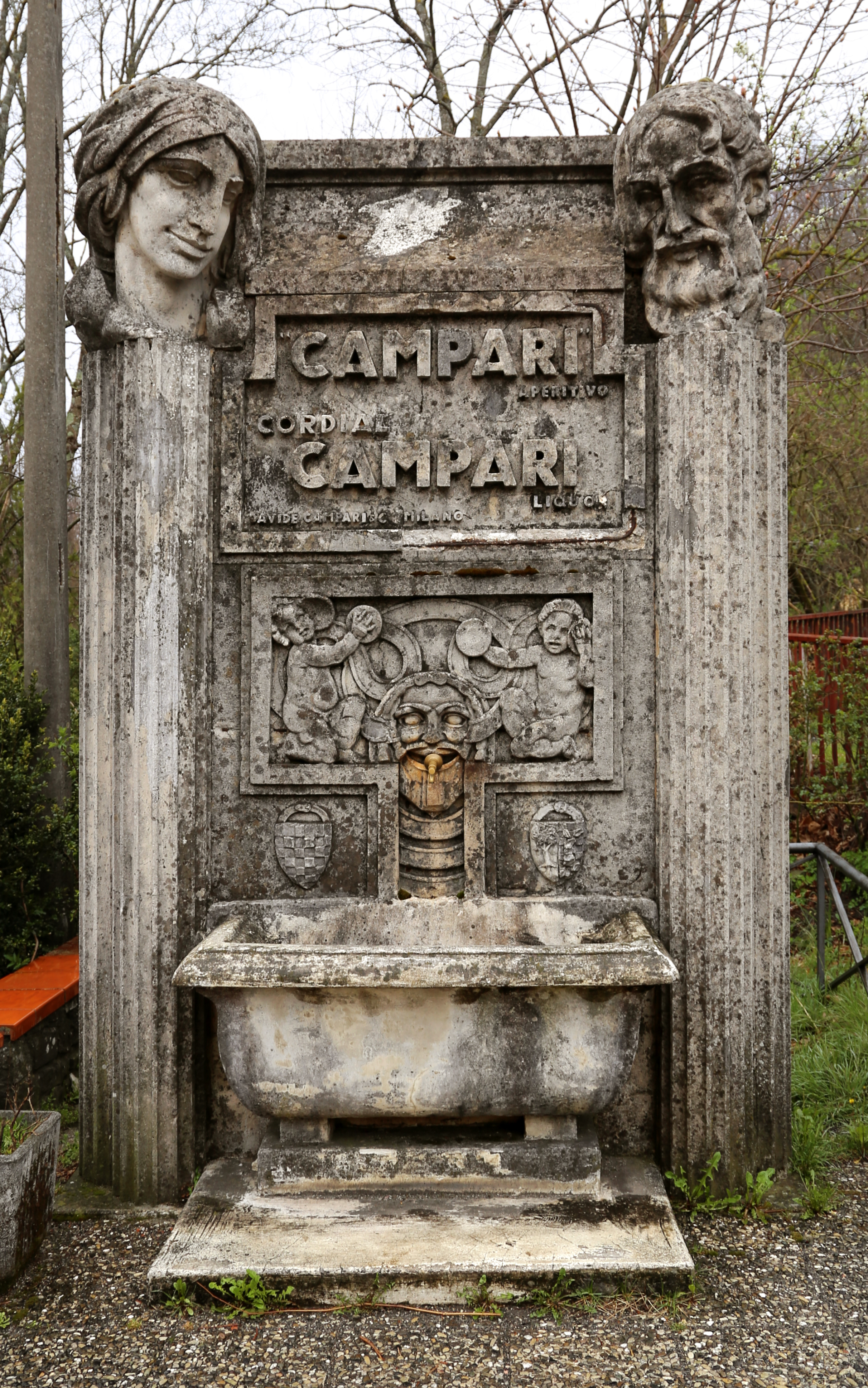
La fontana di Pistoia
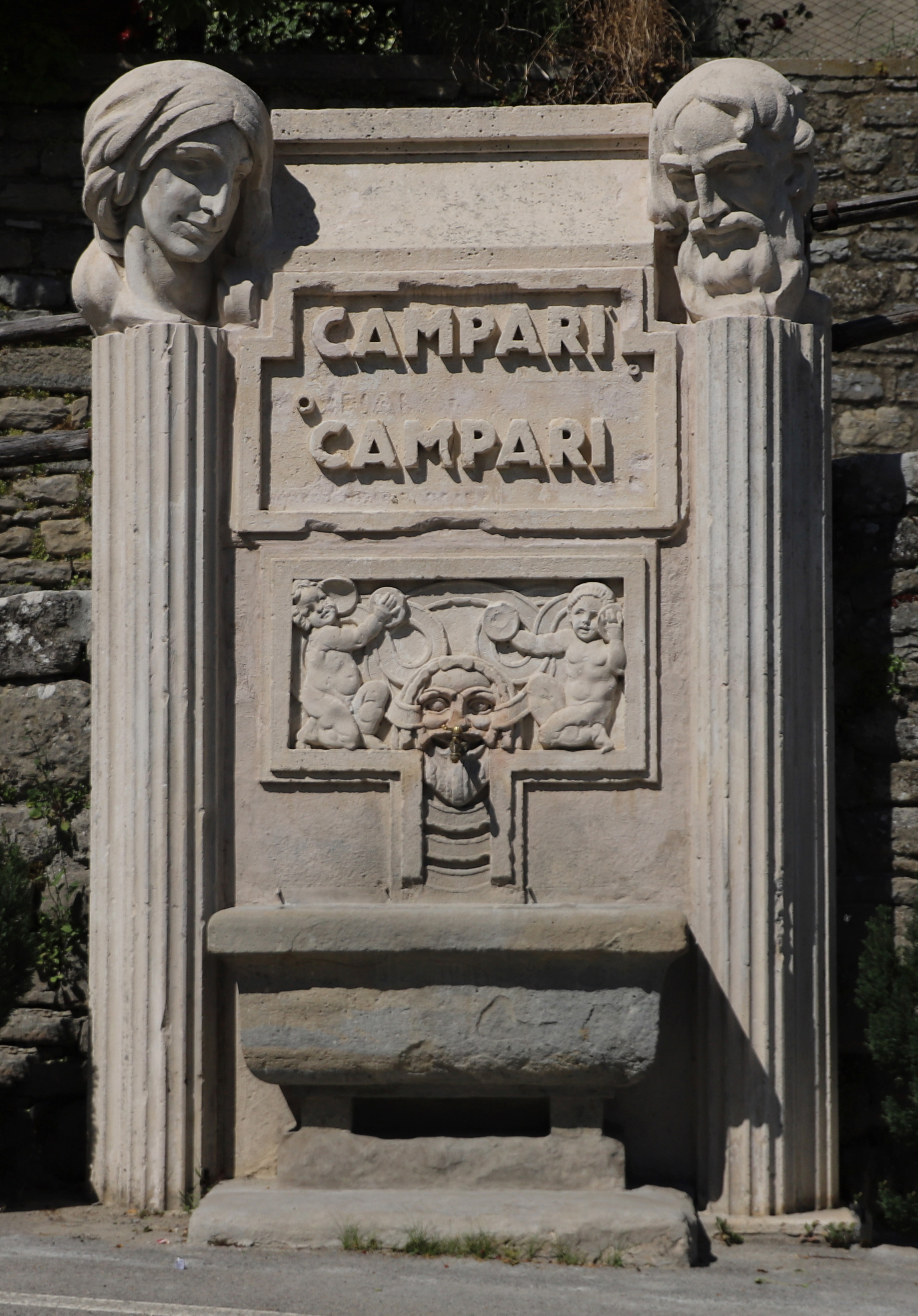
La fontana di Chiusi della Verna (AR)